# پلنگی‌آباد (چشمه زیارت، سه)
پلنگی‌آباد یا پلنگی‌آباد ۳ روستایی در دهستان چشمه زیارت بخش مرکزی شهرستان زاهدان استان سیستان و بلوچستان ایران است.

## جمعیت
بر پایه سرشماری عمومی نفوس و مسکن در سال ۱۳۹۵ جمعیت این روستا ۲۵۱ نفر (۶۹خانوار) بوده‌است.